# Légnadrág
A Légnadrág a Vízipók-csodapók című rajzfilmsorozat első évadának második epizódja. A forgatókönyvet Kertész György írta.

## Cselekmény
Vízipók elmagyarázza a vízicsigáknak, hogyan képes a víz alatt élni pók létére. Csak akkor ütközik akadályba, amikor szárazföldön élő barátjának is meg szeretné mutatni legbecsesebb ruhadarabját.

## Alkotók
- Rendezte és tervezte: Szabó Szabolcs
- Írta: Kertész György
- Dramaturg: Bálint Ágnes, Sarkadi Ilona
- Zenéjét szerezte: Pethő Zsolt
- Operatőr: Cselle László, Henrik Irén
- Hangmérnök: Bársony Péter
- Vágó: Czipauer János
- Rajzolták: Bátai Éva, Hirt Sándor
- Munkatársak: Bányász Bea, Bende Zsófi, Gyöpös Katalin, Zsebényi Béla
- Színes technika: Kun Irén
- Gyártásvezető: Doroghy Judit
- Produkciós vezető: Imre István

Készítette a Magyar Televízió megbízásából a Pannónia Filmstúdió

## Szereplők
- Vízipók: Pathó István
- Keresztespók: Harkányi Endre
- Fülescsiga: Telessy Györgyi
- Rózsaszín vízicsiga: Géczy Dorottya
- Kék vízicsiga: Felföldi Anikó
- Méhecske: Borbás Gabi
- Mérges béka: Balázs Péter